# Catharine Young
Pour les articles homonymes, voir Young.
Catharine Grace Young est une neuroscientifique sud-africaine et une chercheuse en politique scientifique basée aux États-Unis. Elle est actuellement directrice principale des politiques pour la Biden Cancer Initiative.

## Formation
Young vient d'Afrique du Sud. Elle déménage aux États-Unis pour ses études universitaires, rejoignant l'université de Caroline du Nord à Charlotte dans le cadre du programme de spécialisation en biologie. En tant que chercheuse de troisième cycle, elle rejoint l'université du Missouri à Columbia pour travailler dans les sciences biomédicales. Après avoir obtenu son doctorat, elle est nommée boursière postdoctorale à l'université Cornell, où elle travaille en génie biomédical et obtient une maîtrise en affaires publiques. Elle rejoint le programme de l'Association américaine pour l'avancement des sciences, de la science et de la technologie, où elle travaille pour le secrétaire adjoint à la Défense des États-Unis pour les affaires de sécurité internationale. Son travail vise à éliminer les armes biologiques et à renforcer les efforts de biosurveillance. 

## Recherche et carrière
Young est nommée conseillère en politique scientifique et innovation pour le Bureau des affaires étrangères, du Commonwealth et du développement. Elle est basée à l'ambassade du Royaume-Uni, où elle travaille sur la politique scientifique britannique et américaine.
En tant que directrice principale de la politique scientifique à la Biden Cancer Initiative, Young se concentre sur l'union des universités et de l'industrie pour stimuler l'innovation contre le cancer. Elle est nommée boursière TED en 2016, créant une conférence basée sur les neurosciences sur la façon dont les souvenirs se forment et se perdent,. Son discours est transformé en une conférence TED . 
En 2019, elle est nommée directrice exécutive et directrice de la fondation de la Fondation Shepherd. La Fondation Shepherd cherche à aider les personnes atteintes de cancers rares. En 2022, elle rejoint le Bureau de la politique scientifique et technologique au sein de leur équipe Cancer Moonshot (en).